# Sociedade dos Amigos das Letras e Artes
A Sociedade dos Amigos das Letras e Artes foi uma associação fundada em Ponta Delgada, Açores, a 9 de Setembro de 1848, por iniciativa de António Feliciano de Castilho, então a viver naquela cidade. A Sociedade tinha um programa vasto e diversificado, centrado na promoção da literacia e no fomento das artes, com relevo para o teatro e a música. Contudo, dada a situação desastrosa que se vivia por falta de escolas, a Sociedade assumiu como sua principal prioridade a fundação de escolas de primeiras letras. António Feliciano de Castilho, que foi o primeiro presidente da Sociedade, utilizou as escolas criadas para ensaiar o seu método de ensino repentino de leitura, o precursor do Método Português de Castilho. A par da Sociedade Promotora da Agricultura Micaelense, foi uma das instituições que marcaram o aparecimento de uma elite micaelense, culta e socialmente empenhada, que daria, na geração seguinte, origem ao movimento autonomista açoriano.
Foram fundadores da Sociedade, para além de Castilho, Ana Carlota Vidal de Castilho, Ana Eulália Ferin, Emília Ferin, António Joaquim Peixoto Sequeira, Filipe de Quental, Francisco Lambert, Luís Carlos do Couto Severim e Mariano José Rebelo. As primeiras aulas criadas na cidade de Ponta Delgada foram regidas gratuitamente por Cristiano Frederico de Aragão Morais, Filipe de Quental e Francisco de Bettencourt. Entre os primeiros sócios contou-se José de Torres.
A Sociedade organizou múltiplas festas de angariação de fundos, conferências e exposições, conseguindo um notável poder de mobilização e despertando múltiplos talentos artísticos. O seu papel de dinamização do ensino elementar, então completamente abandonado pelos poderes públicos, foi de grande importância. Refira-se que em 1847 a Junta Geral do Distrito de Ponta Delgada referia que nas 42 freguesias então existentes nas ilhas de São Miguel e de Santa Maria, com cerca de 100 000 habitantes, existiam apenas 14 turmas do ensino primário. 
Com a partida de Castilho, a Sociedade entrou em lento declínio, acabando por ficar inactiva antes do final do século XIX.